# Louis-Marie Loubers
Louis Marie Raymond Loubers est un homme politique français, né le 23 août 1754 à Toulouse (Haute-Garonne) et mort le 10 mars 1834 au même lieu.

## Biographie
Magistrat, conseiller doyen à la cour d'appel de Toulouse, il est député de la Haute-Garonne en 1815, pendant les Cent-Jours.

## Sources
- « Louis-Marie Loubers », dans Adolphe Robert et Gaston Cougny, Dictionnaire des parlementaires français, Edgar Bourloton, 1889-1891 [détail de l’édition]